# アルテック (音響機器)
アルテック・ランシング・テクノロジーズ・インク（Altec Lansing Technologies, Inc. ）はアメリカの音響機器メーカー・ブランドである。かつては劇場や映画館向けの業務用機器に著名な製品が多かった。2005年にプラントロニクス社に買収され、現在は主に携帯音楽プレーヤー用スピーカーのブランドになっている。
堅牢かつ音響効率の極めて高いスピーカーや、「アルテック型」と呼ばれる独自の回路を用いたパワーアンプなどで知られる。同社製品特有の明るく張りの有る音質はアルテックサウンドと称された。
劇場用スピーカー、Voice of the Theatreシリーズや、同軸型スピーカー604DUPLEXシリーズなどが有名だが、かつてはマイクロフォンやミキシング・コンソールなども含む音響機器全般を手掛け、コンシュマー向けのスピーカーシステムも多数製造していた。

## 歴史
1937年、米国ウェスタン・エレクトリック社の業務用音響機器部門子会社E.R.P.I.が集中排除法の適用を受け解散。同社の主要メンバーがアルテックサービス社を設立する。1941年にはランシング・マニュファクチャリング社（社長は後にJBLを創業するジェームス・B・ランシング）を買収し、社名をアルテック・ランシングと改めるとともにランシングを技術担当副社長に迎える。
1945年、後に同社の看板商品となるVoice of the Theatre、604等の製造を開始。以後1950年代から70年代頃にかけ多数の音響機器を発表し、業務用音響機器業界で高いシェアを確立する。1970年代、全米のレコーディングスタジオのモニタースピーカー、映画館の大型スピーカーの大半がアルテック製であった。
しかし1980年代には販売が低迷し、主力工場であるアナハイム工場を閉鎖。1998年には、残されたオクラホマ工場も閉鎖され、Telex corporationに編入され、事実上60年余の歴史に終止符を打った。
2005年11月11日、プラントロニクス社に買収され、2008年現在同社の一部門として活動している。

## 現在の製品
iNmotionシリーズ
ドッキングステーション - iPodや携帯音楽プレーヤー用のスピーカー
PC AUDIO
PC用スピーカー - デル、ヒューレットパッカードに納入
ヘッドホン
日本では、丸紅インフォテックが輸入総代理店になっている。

## かつての製品
Voice of the Theatreシリーズ（Aシリーズ)
劇場用大型スピーカーシステム。
DUPLEXシリーズ
主にモニター用に用いられた同軸型スピーカーユニット。604シリーズが有名、中でも604Eは70年代に日本でも多く使用された。他に605、601など。
515シリーズ
Aシリーズでも多用された同社を代表する強力なウーファー。アルテック社製ウーファーでは、他に803、416シリーズも有名。
288シリーズ
Aシリーズで多用された強力なコンプレッションドライバー。他に802系ドライバーも有名。
755シリーズ
8インチフルレンジスピーカー。同社のフルレンジスピーカーでは他にBIFLEXシリーズや405、403シリーズなどが有る。
1568Aパワーアンプ
出力40Wの真空管パワーアンプ。姉妹品に出力を倍増させた1569Aがある。パワーアンプでは他に、アルテック型回路の典型として有名なA333Aや、1520Aなど多数のモデルが存在する。また、ミキサー・プリアンプでは1567Aも有名。